# 스토어웨이
"스토어웨이"(영어: Stowaway)는 2021년 공개된 미국의 SF 스릴러 영화이다. 조 페나가 감독과 공동각본을 맡았다.